# Cantó de Montceau-les-Mines-Nord
El cantó de Montceau-les-Mines-Nord és un cantó francès del departament de Saona i Loira, situat al districte de Chalon-sur-Saône. Compta amb part del municipi de Montceau-les-Mines.

## Municipis
- Montceau-les-Mines

## Història
| Data d'elecció                           | Identitat        | Partit           | Qualitat |
| ---------------------------------------- | ---------------- | ---------------- | -------- |
| 1973-1979                                | Michel Thomas    | UDR, després UDF |          |
| 1979-1984                                | André Lotte      | PS               |          |
| 1984-1992                                | Andre Jarrot     | RPR              |          |
| 1992-1998                                | Michel Thomas    | RPR              |          |
| 1998-2011                                | Alice Besseyrias | PS               |          |
| 2011-                                    | Laurent Selvez   | PS               |          |
| les dades anteriors no són pas conegudes |                  |                  |          |
|                                          |                  |                  |          |